# الأكاديمية الإقليمية للغة الصومالية
الأكاديمية الإقليمية للغة الصومالية ( RSLA ) هي هيئة تنظيمية حكومية دولية للغة الصومالية في منطقة القرن الأفريقي . اعتبارًا من فبراير 2015، يقع مقرها في مدينة جيبوتي .

## نبذة عن الأكاديمية
في 28 يونيو 2013، أطلقت حكومة جيبوتي وحكومة الصومال الفيدرالية وحكومة إثيوبيا الأكاديمية الإقليمية للغة الصومالية في حفل أقيم في مدينة جيبوتي . وقد نظمت هذا الحدث وزارة الشؤون الإسلامية والثقافة والأوقاف في جيبوتي بالتعاون مع "مركز القلم" الناطق بالصومالية في جيبوتي، وحضره حوالي 50 من المثقفين البارزين الناطقين بالصومالية من المنطقة وأماكن أخرى. وكان من بين الضيوف وزير الإعلام والبريد والاتصالات الصومالي عبد الله إلموجي هيرسي ، ووزير الثقافة في أرض الصومال أبيب ديري نور، ونائب رئيس المنطقة الصومالية في إثيوبيا عبد الحكيم إيجال عمر. 
في يناير 2015، أعلن رئيس الصومال حسن شيخ محمود أنه من المقرر الانتهاء من أكاديمية اللغة الصومالية الإقليمية بالتعاون مع حكومتي جيبوتي وإثيوبيا.  ومن بين المشاريع المقررة بناء مقر جديد للأكاديمية في مقديشو ، اعترافا بمكانة الصومال التقليدية كمركز لتطوير وتعزيز اللغة الصومالية.  في فبراير 2015، تم وضع حجر الأساس لأكاديمية اللغة الصومالية الإقليمية الجديدة رسميًا في حفل افتتاح في مقديشو حضره الرئيس محمود ورئيس جيبوتي إسماعيل عمر جيله ووزراء الحكومة الفيدرالية والمشرعون والمندوبون. 
الأكاديمية هي أول هيئة تنظيمية إقليمية للغة الصومالية.  وهي مكلفة رسميًا بالحفاظ على اللغة والثقافة الصومالية في الصومال الكبير .  إعتباراً من أغسطس 2017 , لا يوجد تمثيل للمجتمع الناطق بالصومالية في كينيا.